# Ивановский, Анатолий Дмитриевич
Анатолий Дмитриевич Ивановский (16 [28] февраля 1863, Пектубаево, Вятская губерния — 30 октября 1918, Уржум, Вятская губерния) — священник Русской православной церкви, в 2008 году включён в Собор новомучеников и исповедников Российских.

## Биография
Родился 16 (28) февраля 1863 года в селе Пектубаево Яранского уезда Вятской губернии. Отец — священник Димитрий Иванович Ивановский. В трёхлетнем возрасте остался без родителей и воспитывался у дяди и тёти: священника Евфимия и Елисаветы Келсиевны Ивановских, в селе Масканур Уржумского уезда.
Пел в церковном хоре. Переехал в Киров благодаря помощи вятского архиерея, который обратил внимание на Алексея во время одной из поездок по епархии. Вскоре поступил в Вятскую духовную семинарию. Во время обучения также пел в архиерейском хоре, стал исполлатчиком.
В июне 1883 года окончил Вятскую духовную семинарию, в сентябре 1884 года назначен псаломщиком в Троицкую церковь села Салобеляк Яранского уезда Вятской губернии. Преподавал пение в церковной школе, играл на скрипке.
В апреле-июле 1887 года был псаломщиком в кладбищенском храме Яранска. В этом же году поступил в Казанский университет, проучился 3 года и в связи с болезнью по личному прошению был отчислен 30 апреля 1890 года.
Проживал поочерёдно в Казани, Елабуге и Чистополе, пел в церковном хоре, после чего поселился в селе Шулка Яранского уезда Вятской губернии, где жили родители его жены.
Вновь поступил на епархиальную службу лишь 24 февраля 1895 года, был назначен псаломщиком в Предтеченскую церковь села Суводь Орловского уезда Вятской губернии. 11 ноября 1895 года переведён в Знаменскую церковь села Цекеево. 17 февраля 1901 года стал диаконом и был направлен в Казанско-Богородицкую церковь села Салтак-Ял Уржумского уезда Вятской губернии, где прослужил 17 лет.
Также преподавал Закон Божий и был заведующим в нескольких церковно-приходских и земских школах. В 1905 году награждён набедренником, в 1913 — скуфьёй. Получил нагрудный знак в память 300-летия царствования дома Романовых (1913), медаль в память 25-летия церковно-приходских школ.
30 сентября 1918 года отец Анатолий арестован Уржумским уездным чрезвычайным следственным комитетом по борьбе с контрреволюцией, направлен в Уржум, где 3 октября был помещён под стражу. Допрашивался 16, 18 и 19 октября 1918 года, вины не признал.
18 октября 1918 года приговорён к расстрелу постановлением Чрезвычайной комиссии по борьбе с контрреволюцией, спекуляцией, саботажем и преступлениями по должности при СНК на Чехословацком фронте. Приговор приведён в исполнение 30 октября 1918 года в Уржуме.

## Канонизация
23 июня 2008 года определением Святейшего Патриарха и Священного Синода РПЦ Анатолий Ивановский по представлению Йошкар-Олинской епархии был включён в Собор новомучеников и исповедников Российских.